# Tigres de Aragua
Le Tigres de Aragua sono una squadra di baseball che partecipa ai tornei organizzati dalla Liga Venezolana de Béisbol Profesional dalla stagione 1965-1966. Ha la sede nello stadio José Pérez Colmenares, situato nella città di Maracay, capitale dello stato Aragua, a sua volta ubicato nella parte centro-settentrionale del Venezuela. La squadra deve il nome al significato stesso della parola Maracay che nella lingua degli indios sta appunto ad indicare la tigre.
È considerata una delle squadre con maggiore seguito nel paese. Nel campionato venezuelano sono molto sentiti i derby con i Navegantes del Magallanes, squadra della vicina Valencia, contro cui dà vita agli incontri ribattezzati "le rivali del centro" e i derby con i Leones del Caracas, contro cui dà vita agli incontri ribattezzati "duelli tra felini".